# Valerie Howarth, Baroness Howarth of Breckland
Valerie Georgina Howarth, Baroness Howarth of Breckland OBE (* 5. September 1940; † 23. März 2025) war eine britische Sozialarbeiterin und Life Peer.

## Leben und Karriere
Howarth wurde am 5. September 1940 geboren. Sie besuchte die Abbeydale Girls Grammar School. Später studierte sie an der Leicester University. Von 1959 bis 1960 war sie Auszubildende im Management der Walsh's Ltd.
Von 1963 bis 1968 war sie bei der Family Welfare Association als Sachbearbeiterin für Familien tätig.
Von 1968 bis 1970 war sie Senior-Erzieherin (Senior Child Care Worker) und im Familiennotfalldienst im London Borough of Lambeth tätig. Howarth war von 1970 bis 1972 Area Co-ordinator und von 1972 bis 1976 Chief co-ordinator der Sozialarbeit. Von 1976 bis 1982 war sie Assistenzdirektorin für persönliche Dienstleistungen, immer im Lambeth, und von 1982 bis 1986 Direktorin für soziale Dienste des London Borough of Brent.
Bei ChildLine war Howarth von 1987 bis 2001 Chief Executive.
Sie war Vorsitzende des Lambeth and Brent Area Review Committee und der London Directors' Child Care Group. Howarth war Beraterin (Advisor) des London Boroughs' Regional Planning Committee und war dort für Frauenhäuser zuständig. 1987 wurde sie Beraterin (Consultant) der John Grooms Association for Disabled People, dort war sie auch von 1988 bis 2007 Mitglied des Treuhandrates (Trustee).
1987 war Howarth Consultant der Thomas Coram Foundation und von 1988 bis 2001 beim Independent Committee for the Supervision of Telephone Information Systems (ICSTIS).
Von 1990 bis 1995 war sie Mitglied des Treuhandrates (Trustee) der National Council for Voluntary Child Care Organisations, sowie deren stellvertretende Vorsitzende (Vice-Chair). Von 1993 bis 1994 war sie Trustee des National Children's Bureau und von 1994 bis 1997 beim britischen Repräsentanten beim European Forum for Child Welfare.
Von 1995 bis 1996 war sie Gründungsmitglied und erste Vorsitzende (Chair) des Telephone Helplines Association. Beim King's Cross Homelessness Project war sie ebenfalls Gründungsmitglied und erste Vorsitzende. Sie war außerdem Gründungsmitglied von London Homelessness Forum, NCH Commission considering Children as Abusers von 1991 bis 1992, von 1993 bis 1995 beim NSPCC Professional Advisory Panel.
Sie war Gründungsmitglied der Working Group on Children and the Law, welche im Child Witness Pack (1991 bis 1994) aufging. Ebenso war sie Gründungsmitglied der Home Office Steering Group on Child Witnesses.
Howarth war Mitglied des Aufsichtsrates (Board) der Food Standards Agency von 2000 bis 2007. Bei der Sieff Foundation war sie von 1992 bis 2006 Mitglied des Treuhandrates. Außerdem gehört sie der British Association of Social Workers (BASF), sowie von 2001 bis 2005 dem National Care Standards Commission an. Seit 2002 war sie Schirmherrin (Patron) und Mitglied des Treuhandrates von Little Hearts Matter.
Von 2003 bis 2007 war sie Vorsitzende des Child Helplines International. Sie war von 2002 bis 2008 Mitglied des Aufsichtsrates der Children and Family Courts and Support Services und ist seit 2008 dessen Vorsitzende.
Howarth war seit 2008 Vizepräsidentin (Vice-President) der LGA. Von der Open University erhielt sie 2007 die Ehrendoktorwürde. Sie war assoziiertes Mitglied der Association of Directors of Adult Social Services.
Außerdem war sie Vorsitzende und Präsidentin von Livability, Vorsitzende der Safeguarding Group bei der City Parochial Foundation und stellvertretende Vorsitzende (Deputy Chair) und Mitglied des Treuhandrates (Trustee) der Lucy Faithfull Foundation.
Howarth war Vorsitzende der UK Group on Child Exploitation. Sie gehörte von 2001 bis 2004 dem Aufsichtsrat (Board) der National Care Standards Commission und beim Meat Hygiene Services Board von 2004 bis 2007 an.
Bei Cafcass (Children and Families Advisory and Support Services) war sie seit 2004 Mitglied des Aufsichtsrates und Vorsitzende seit 2008. Seit 2010 war sie Vizepräsidentin der Local Government Association.

## Mitgliedschaft im House of Lords
Howarth wurde am 25. Juni 2001 zum Life Peer als Baroness Howarth of Breckland, of Parson Cross in the County of South Yorkshire ernannt. Ihre offizielle Einführung erfolgte am 24. Juli 2001 mit der Unterstützung von Robert Haslam, Baron Haslam und Patricia Scotland, Baroness Scotland of Asthal. Ihre Antrittsrede im House of Lords hielt sie am 19. Dezember 2001. Dort saß sie als Crossbencher.
Als Themen von politischem Interesse nennt sie auf der Webseite des Oberhauses Verbraucherfragen und soziale Betreuung. Als Staaten von besonderem Interesse nennt sie die Staaten Europas.
Seit 2005 war sie Mitglied des Select Committee  und seit 2007 Vorsitzende (Chair) des Sub-Committee G.

## Ehrungen
Howarth wurde 1999 Officer des Order of the British Empire.